# Megateg paulstumkati
Megateg paulstumkati là một loài nhện trong họ Zoropsidae.
Loài này thuộc chi Megateg. Megateg paulstumkati được Raven & Stumkat miêu tả năm 2005.